# أياوات سريفادانابرابها
أياوات سريفادانابرابها (بالتايلندية: อัยยวัฒน์ ศรีวัฒนประภา)‏‏ (26 يوليو 1985 في بانكوك - ) شخصية أعمال من تايلاند.